# Changshou
Changshou (en chino simplificado, 长寿区; pinyin, Chángshòu qū) es un distrito urbano bajo la administración del municipio de Chongqing, en el centro de la República Popular China. Se ubica en las riveras del río Yangtsé. Su área es de 1424 km² y su población total para 2006 fue más de 800 mil habitantes.

## Administración
El distrito de Changshou se divide en 19 pueblos que se administran en 7 subdistritos y 12 poblados.

## Historia
La ciudad tienes una rica historia de 2300 años.
- En el 316 a.c., aquí se estableció el distrito Zhi.
- En el 226, fue renombrado como distrito Jiangzhou.
- En el 519, fue renombrado como distrito lewen.
- En 1362, fue renombrado como distrito Changshóu.
- En 1959, el condado entre bajo la administración de la ciudad Chongqing.
- En 2002 la ciudad Changshou fue cambiada a distrito Changshou.

## Clima
El clima de la ciudad es de tipo subtropical monzónico, con una temperatura anual promedio de 18 °C, la temperatura anual acumulada es de 6.000C, la temperatura promedio mensual es de 6 °C en enero y 28 °C en julio, la precipitación total anual es 1152,3 mm.

## Lago Changshou
El lago Changshóu (en chino:长寿湖). Es un lago artificial formado por un embalse, con el propósito de generar energía eléctrica, por cuatro estaciones de energía hidráulica terminada en años de 1950. Su superficie es de 60 km² y existen islas en el lago que atraen turismo a la ciudad.